# Kaizer Sebothelostadion
Het Kaizer Sebothelostadion is een multifunctioneel stadion in Botshabelo, een plaats in de provincie Vrijstaat, in Zuid-Afrika. Tot 2013 heette dit stadion Sebothelostadion. In het stadion is plaats voor 20.000 toeschouwers. Het stadion wordt vooral gebruikt voor voetbalwedstrijden. In het stadion ligt een grasveld. 